# Maestro del 1499
De Meester van 1499 (fl. XV secolo) è il soprannome di un anonimo pittore dei Paesi Bassi meridionali attivo intorno alla fine del XV secolo.
Faceva parte del movimento artistico noto come i primitivi fiamminghi. Deve il suo soprannome all'opera che certamente gli viene attribuita, il dittico dell'abate Christiaan de Hondt, ora al Museo Reale di Belle Arti di Anversa. Sul retro, questo capolavoro del maestro è firmato con la data 1499, che gli ha dato il suo nome di emergenza. Oltre a questo dittico, gli si può attribuire con notevole certezza una seconda opera, ovvero il Dittico dell'Annunciazione nella Gemäldegalerie dello Staatliche Museen di Berlino, qui raffigurato. Entrambi i dittici sono di dimensioni piuttosto ridotte per un dipinto ad olio e ricordano le miniature. Bodo Brinkman suggerì che il Maestro del 1499 sarebbe stato anche l'autore di una miniatura con la Madonna nelle maree di Hastings su fol59v e quindi lo colloca come un miniaturista che faceva parte della scuola di Gent-Bruges e, oltre all'illuminazione del libro, anche piccoli dittici per devozione privata ed eventualmente altra pittura. 

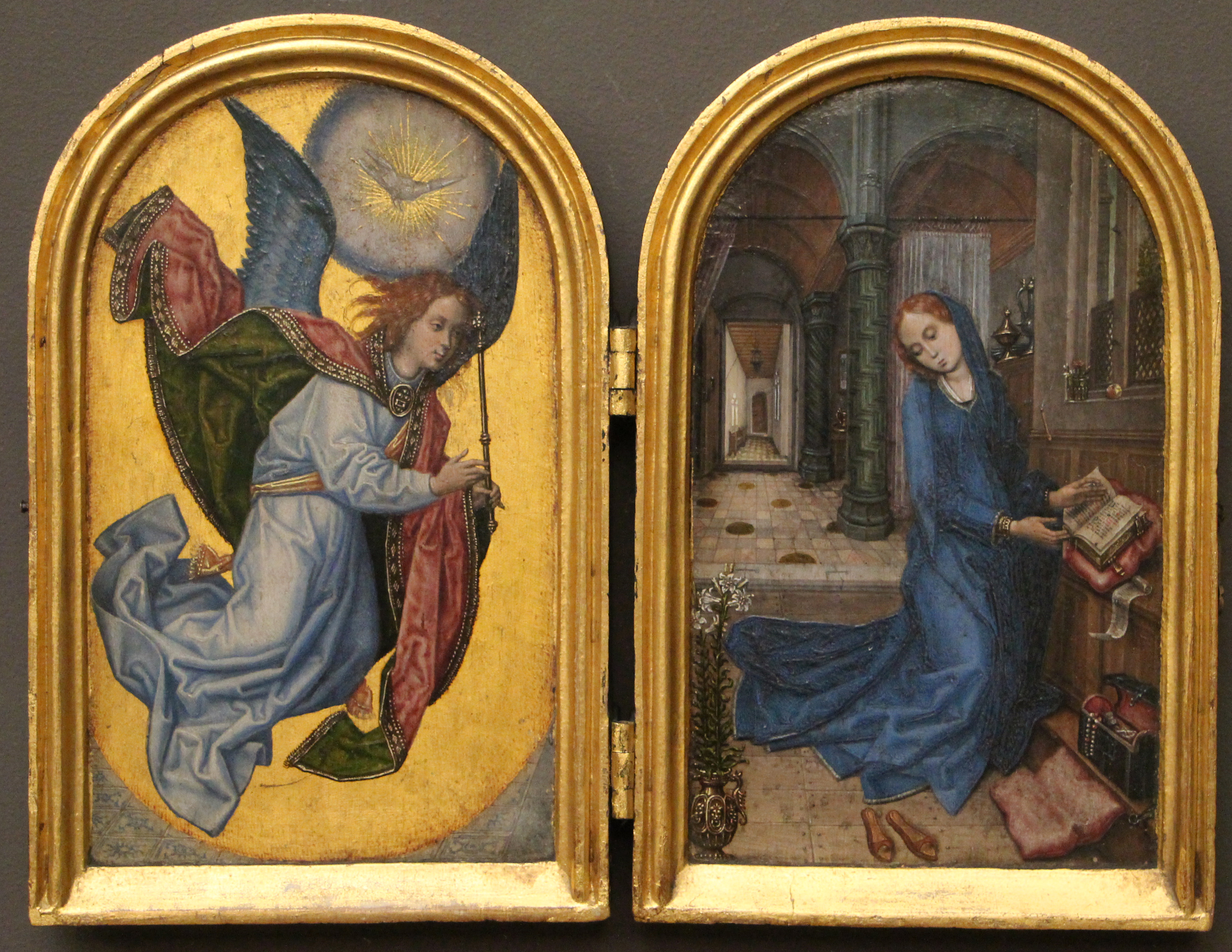
Dittico dell'annunciazione del Maestro del 1499. Anche se di piccole dimensioni si notino gli interni dell'abitazione con la caratteristica luce che nel corridoio fa intravedere la forma di una finestra bifora. L'eleganza composta della Madonna, e la luce che si riflette sugli oggetti

Contrariamente a quanto suggerisce il suo vecchio nome di emergenza del "Maestro del 1499", si presume che abbia lavorato a Gand intorno al 1500, sebbene non vi sia certezza nemmeno su questo. L'influenza di Hugo van der Goes, che secondo gli storici dell'arte si può trovare nella sua opera, punta anche più a Gand che a Bruges. 

## Dittico dell'abate Christiaan de Hondt
L'opera firmata sul retro con 1499 sul piedistallo del retro del pannello sinistro fu ordinata da Christiaan de Hondt, abate tra il 1495 e il 1509 dell'abbazia Ten Duinen di Koksijde. È dipinto con colori ad olio su pannelli di quercia che misurano 37,1 x 20,4 e 37,5 x 20,3 cm. Il telaio è parte integrante del pannello. La superficie dipinta misura rispettivamente 31,3 x 14,7 e 31,2 x 14,8 cm. Si tratta quindi di un'opera piccolissima che in termini di dimensioni si avvicina alle miniature (più grandi) in miniatura. Il pannello interno destro mostra il ritratto dell'abate De Hondt, il pannello sinistro è una Madonna nella chiesa dopo l'opera omonima di Jan van Eyck nella Gemäldegalerie di Berlino. Alcune caratteristiche dell'opera indicano che il Maestro del 1499 probabilmente copiò l'opera da un modello lineare come un disegno e non dal dipinto originale. È sia una copia fedele che una versione molto diversa del lavoro di Jan van Eyck. Un Salvator Mundi è raffigurato all'esterno del pannello di sinistra e un ritratto di Robrecht II de Clercq, il successore di Christiaan de Hondt come abate di Ten Duinen, è raffigurato sul retro del pannello di destra.

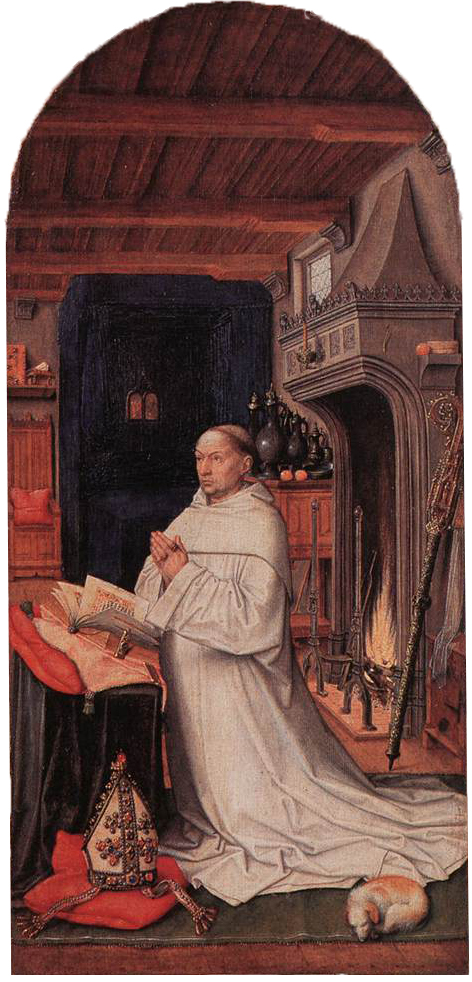
Ritratto dell'abate Christiaan de Hondt

Non ci sono prove documentali che l'opera sia stata ordinata da Christiaan de Hondt, ma il suo stemma, così come quello dell'abbazia, si trova sui mensoloni che portano le travi del soffitto della stanza dell'abate. Sulla mensola a sinistra sopra l'armadio si trovano le iniziali "CH" e accanto alla sua mitra e al bastone, i suoi attributi di abate, vediamo un cane, un ulteriore riferimento alla sua identità. Il pannello Salvator Mundi presenta anche il monogramma e lo stemma di Christiaan de Hondt. L'opera rimase in possesso della comunità di Ten Duinen fino al 1827, quando l'ultimo abate, Nicolaas de Rovere, vendette il dipinto a Florent van Ertborn che lo assegnò nel suo testamento al Museo Reale di Belle Arti di Anversa.

## Attributi di Stile
Sulla base del lavoro principale del maestro, è possibile identificare alcune caratteristiche stilistiche oltre al commento generale degli storici dell'arte secondo cui il suo lavoro sembra essere fortemente influenzato da Hugo van der Goes.
Una prima caratteristica che colpisce è la cura che pone nella decorazione e nei dettagli del suo lavoro. Nella Madonna in chiesa ha persino elaborato in dettaglio le ragnatele nelle volte, ma molta attenzione è stata prestata anche alle statue del paravento e al gruppo angelico del coro. Nel pannello di destra, questa attenzione ai dettagli si ritrova nell'elaborazione del personale e della mitra, tra le altre cose. Secondo alcuni, questo metodo indicherebbe il suo background di miniaturista. 
A causa dell'attenzione ai dettagli, la composizione cade a pezzi, per così dire, in una raccolta di immagini dettagliate. Inoltre, il maestro suddivide il suo lavoro in diversi spazi che contengono ciascuno una sorta di vista attraverso lo spazio successivo, il che conferisce un forte effetto di profondità al suo lavoro. Nel ritratto dell'abate si va dall'abate allo spazio davanti al caminetto, il letto sembra formare un nuovo spazio dove il dittico in fondo, appeso al muro, funge anche da una specie di veduta attraverso. Questo aspetto della tecnica del maestro è anche molto espresso nell'Annunciazione di Berlino.
La tavolozza dei colori del maestro è piuttosto colorata e l'uso di colori abbastanza diversi per gli elementi degli interni facilita ulteriormente la compartimentazione della composizione. I colori sono tutti piuttosto fantastici, il che spiega il riferimento a Van der Goes. L'effetto luminoso è notevolmente diverso dal pannello di Van Eyck. I contrasti di luce dipinti da Van Eyck sono completamente scomparsi nell'opera del Maestro del 1499. La chiesa è illuminata in modo uniformemente piatto. I punti luce sul pavimento nel lavoro di Van Eycks sono stati sostituiti da piastrelle perfettamente dettagliate.

## Altre opere attribuite
Diverse opere sono state attribuite a questo maestro nel corso degli anni, ma alcune sono state nel frattempo attribuite ad altri artisti, tanto che al momento una decina di opere sono ancora considerate sue, anche se ancora in discussione.
Friedrich Winkler fu il primo a descrivere l'opera del Maestro del 1499. Lo caratterizzò come un seguace di Hugo van der Goes e fece il collegamento tra l’Annunciazione nella Gemäldegalerie dello Staatliche Museen zu Berlin e una Sacra Famiglia con un angelo nel Museo Reale di Belle Arti di Anversa che lui, per amore della simile figura di Giuseppe, associata a una famiglia di Sant'Anna nel Museo di Belle Arti di Gand.
Dieci anni dopo Max Friedländer gli dà il soprannome di "maestro di Bruges del 1499" e aggiunge l’Incoronazione della Vergine, ora a Hampton Court a Londra, una Vergine tra le Vergini del Virginia Museum of Fine Arts di Richmond e il dittico dell'Abate Christiaan de Hondt aggiunge all'opera. Anch'egli fa il collegamento con Van der Goes ed è dell'opinione che l’Incoronazione di Maria sia una copia di un'opera di questo pittore. All'opera vengono aggiunti anche una Madonna col Bambino e figure del fondatore del Louvre. La famiglia di Sant'Anna D'altra parte, Friedländer non figurava tra i lavori del maestro.
Successivamente, altre due opere si unirono alla lista delle opere, un dittico di Margherita d'Austria dal Museo di Belle Arti di Gand e un Cristo benedicente. 

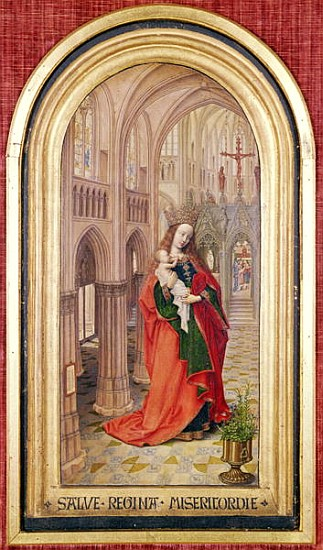
Madonna in Chiesa, Maestro del 1499

Il "Centro studi per la pittura del XV secolo nei Paesi Bassi meridionali e nel Principato di Liegi" utilizza il seguente elenco di opere.